# Crossdressing
Crossdressing is het dragen van kleren die gewoonlijk worden gedragen door de andere sekse. Vroeger gebruikte men de term travestie, maar deze wordt tegenwoordig als pejoratief beschouwd.
Crossdressing speelt bewust met de normen, wetten en verwachtingen voor het uiterlijk en het gedrag van de genders. Men kan om verschillende redenen aan crossdressing doen. Soms wil de crossdresser voor iemand van de andere sekse doorgaan (passing). Dat kan tijdelijk om een genderidentiteit uit te drukken of permanent als deel van een transseksuele identiteit. Soms wil de crossdresser juist verschillende categorieën laten botsen, als onderdeel van een seksuele fetisj. In het verleden werd crossdressing door sommigen ook gebruikt om een (homoseksuele) geaardheid uit te drukken. De meeste crossdressers identificeren zichzelf echter als heteroseksueel.
Daarnaast is crossdressing vaak niet-expressief en niet-seksueel. Het gaat dan om een vermomming, eventueel voor theater, carnaval of ander entertainment. Deze vorm van crossdressing kan zonder pejoratieve bijklank aangeduid worden als drag. Soms wordt voor crossdressing ook het Engelse transvestism gebruikt. Verschillende groepen nemen daar echter aanstoot aan omdat de term een fetisjistisch karakter benadrukt.
De praktijk komt in de geschiedenis voor in verschillende samenlevingen, zowel in het Westen als in de Nieuwe Wereld en ook in Azië: in Japan bestaat het verschijnsel onder de specifieke naam otokonoko (実業之日本社). Crossdressing verwierf culturele zichtbaarheid in renaissancetoneel, als trope in modernistische literatuur en in film. Hoewel de link met sekse/gender domineert, toetst de overschrijding van kledingnormen ook grenzen van stand, klasse, ras en etniciteit af.

## Motieven voor crossdressing
- Een persoon kan recreatief aan crossdressing doen, zoals in travestieshows. Die hobby kan bestaan uit groteske vermommingen, zoals bij dragqueens en dragkings, of uit meer realistische representaties, zoals bij imitatoren van beroemdheden. Mensen die crossdressing als hobby zien, distantiëren zich geregeld van seksuele en aan gender gerelateerde interpretaties. Crossdressing als centrale act in entertainment werd een gevestigd deel van de Westerse cultuur in de 19e eeuw. Eerder was het gebruikelijk dat ook de vrouwenrollen op het toneel door mannen werden gespeeld, zoals in de stukken van Shakespeare tijdens de renaissance.
- De normen worden soms gebruikt om controle uit te oefenen over de eigen identiteitsbeleving.[5] Voor transgenders, en anderen die onvoldoende hebben aan de (traditionele) beleving van hun biologische geslacht, is crossdressing deel van hun genderexpressie. Soms kiezen zij er voor om permanent voor iemand van de andere sekse door te gaan. Dit kan deel zijn van een therapeutische transitie naar het andere geslacht, zoals dat het geval is voor transseksuelen. Nog anderen kiezen voor een tijdelijke uitleving van een vrouwelijk of mannelijk deel van hun persoonlijkheid. Dan is er sprake van een onderscheid tussen de dagelijkse rol van de crossdresser en zijn/haar alter ego. In een aantal gevallen gaat het om een (provocatief) hybride stijl die gender bending beoogt.
- Crossdressing kan een seksueel fetisjisme zijn. Het gekleed gaan als iemand van het andere geslacht heeft dan een erotische functie. Het bezorgt de crossdresser seksuele opwinding en/of ander genot. Deze ervaring kan uitgaan van de kennis een grens te overschrijden, van bewust 'op een foute plaats' te zijn. Het kan ook samen hangen met de erotisering van de kledingstukken zelf. Dan is de proximiteit van het object de fetisj. Vaak gaat het in dat geval om kledij met een erotische connotatie, zoals korsetten voor mannen of snorren voor vrouwen.[6] Hoewel (overschrijding van) de gendernorm cruciaal is, drukt het fetisjisme niet noodzakelijk een wens uit om deel te zijn van de andere sekse. De psychoanalyse benadrukt voor mannelijke crossdressers zelfs het belang van én man te zijn (een penis te hebben) én vrouwenkledij te dragen.[7][8][9]
- Het overschrijden van stijlnormen wordt soms gebruikt om andere (niet-gender) aspecten van de identiteit te tonen of te verbergen. Homoseksuelen als Oscar Wilde en Quentin Crisp maakten hun geaardheid zichtbaar door zich een vrouwelijke stijl aan te meten.[10] Vrouwen in hogere klassen emancipeerden zich dan weer door elementen uit de herenmode op te nemen.[11] Voorbeelden zijn vrouwen uit de bedrijfswereld die een pak of stropdas dragen[12], of de kledingkeuze van modeontwerpster Coco Chanel rond 1930: een marinière en een brede lange broek. Gender wordt zo als relevante categorie uitgewist, ten voordele van seksualiteit of klasse. Indien er een evolutie naar een uniseks kledingstijl volgt, zoals voor de broek, wordt de initiële crossdressing onzichtbaar. Het kopiëren van stijl is hier een middel voor vooruitgang, eerder dan een kritisch engagement met de norm. Dit maakt dat er kritiek is vanuit feminisme, genderstudies en queer theory.[noot 2]

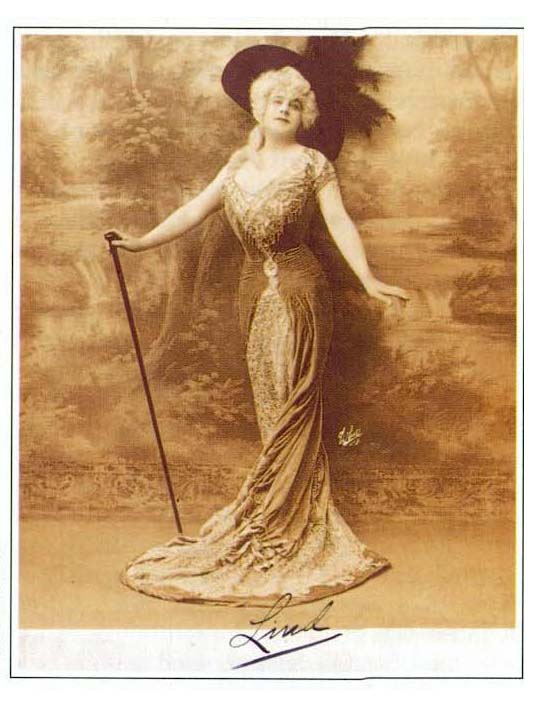
De Zweed John Lind verdiende zijn inkomen als professioneel imitator van vrouwen
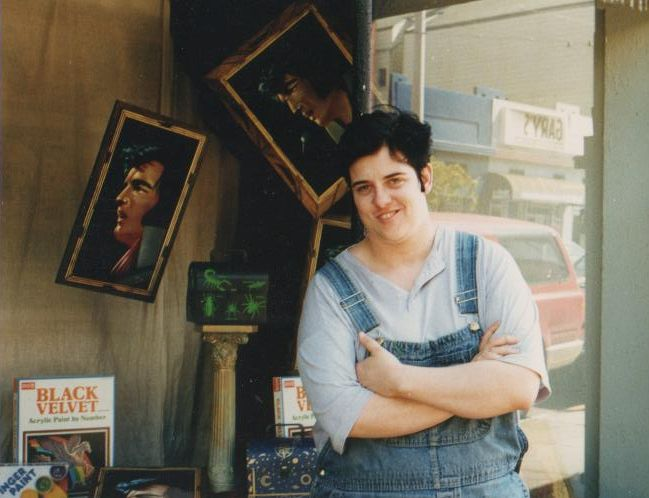
Vrouwelijk Elvis-imitator Elvis Herselvis stijlt zich trots naar haar mannelijk idool
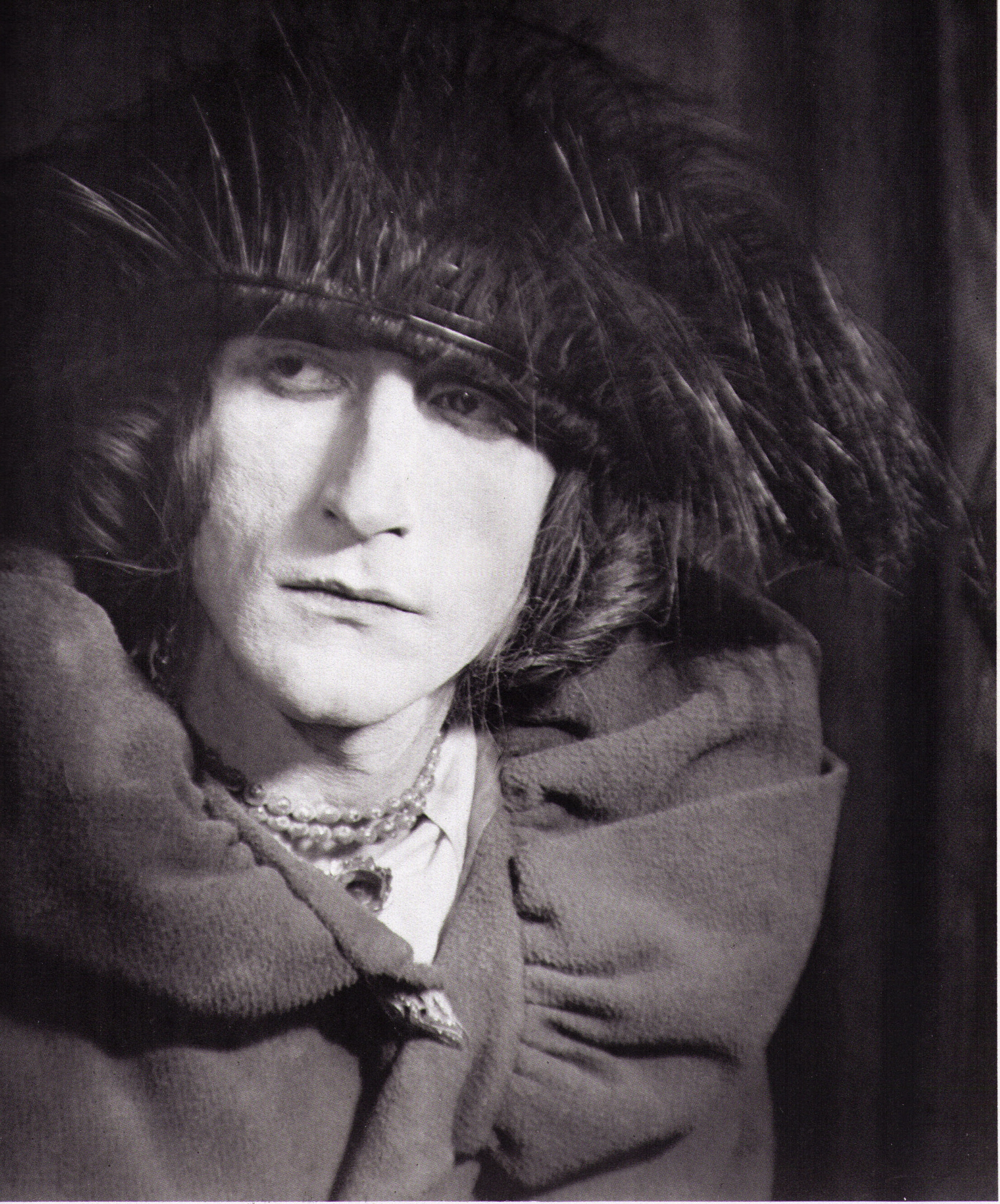
Rrose Sélavy, het vrouwelijk alter ego van kunstenaar Marcel Duchamp
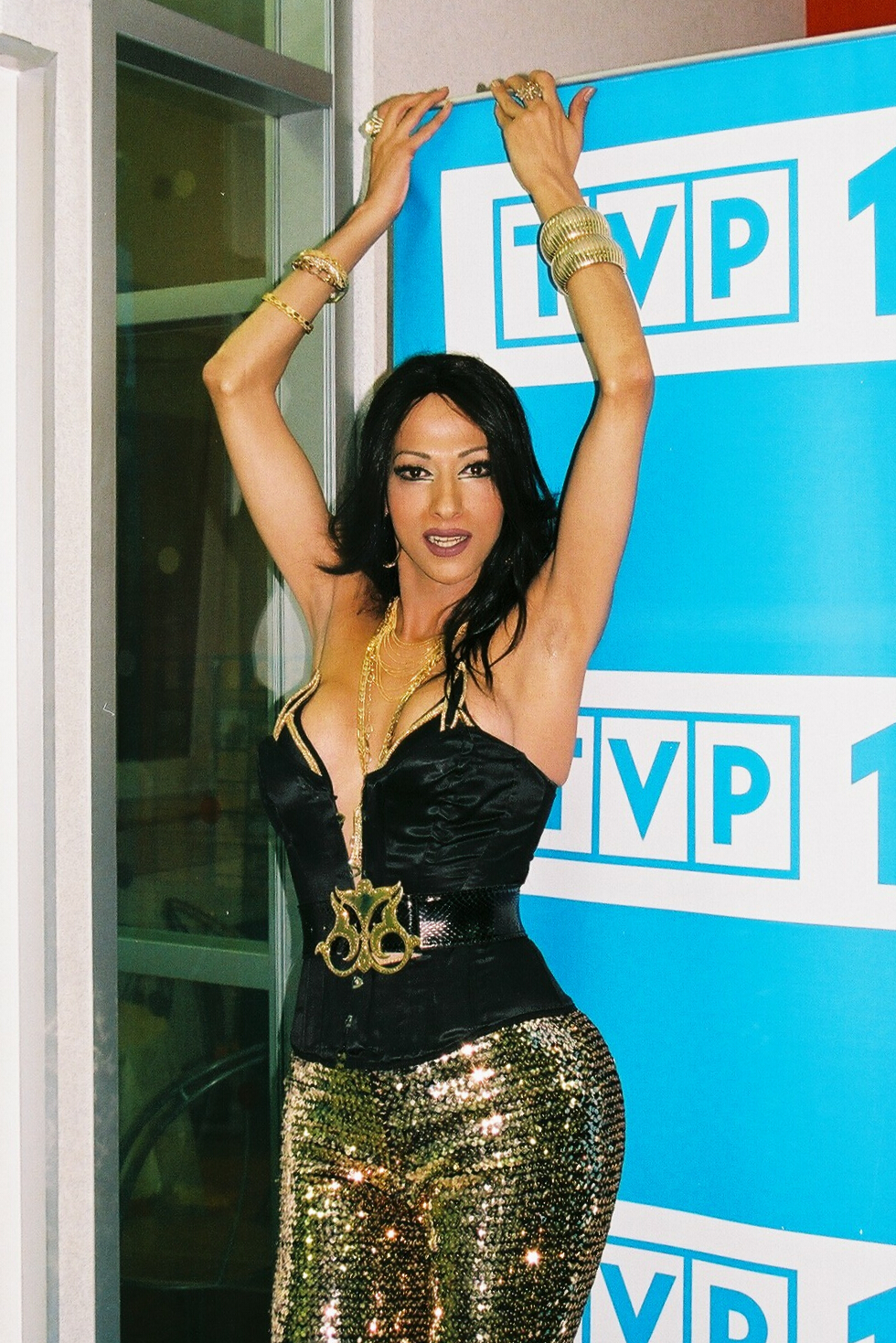
Dana International, transseksuele vrouw en popdiva, was geboren als man
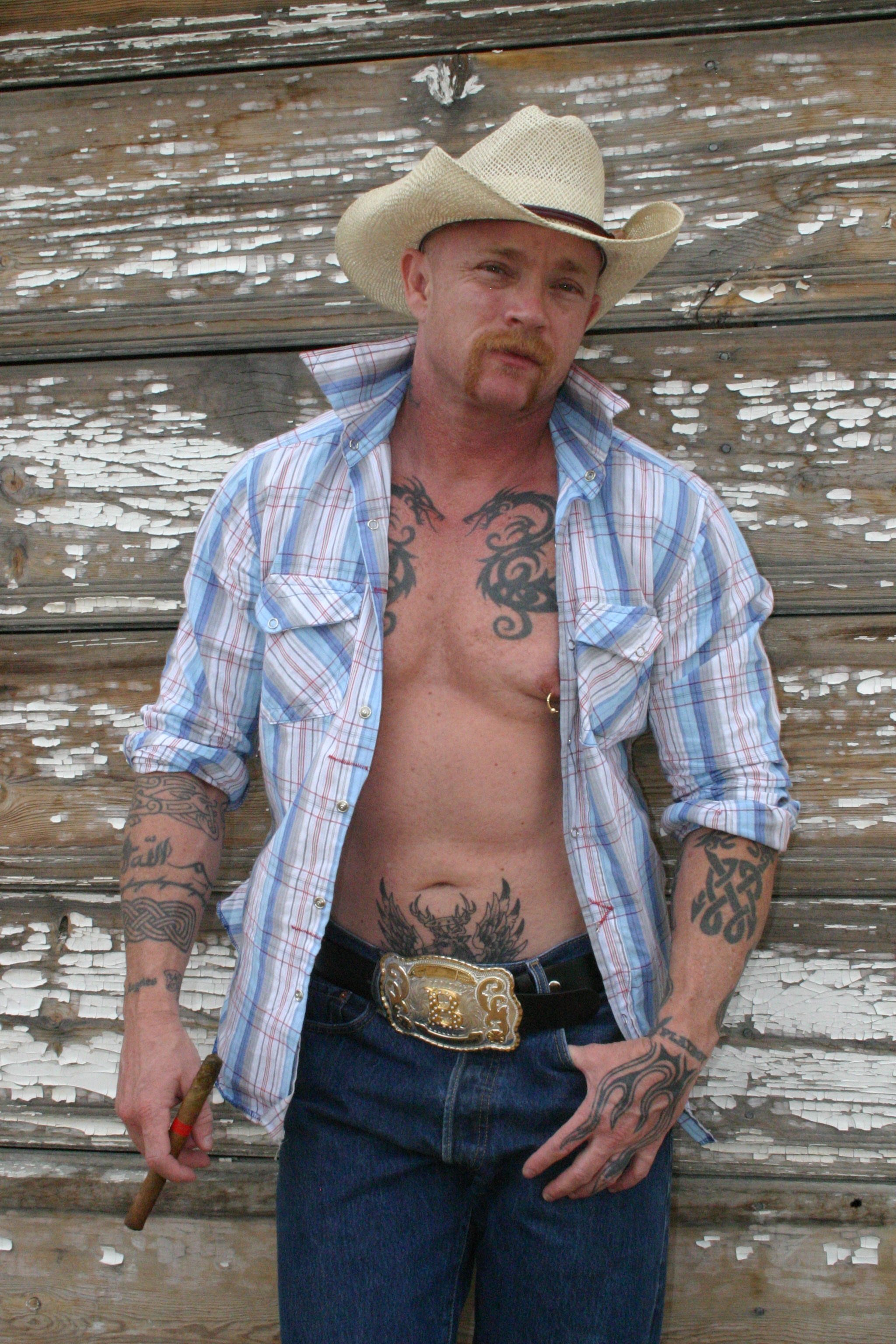
Buck Angel, transseksuele man en pornoacteur, was geboren als vrouw
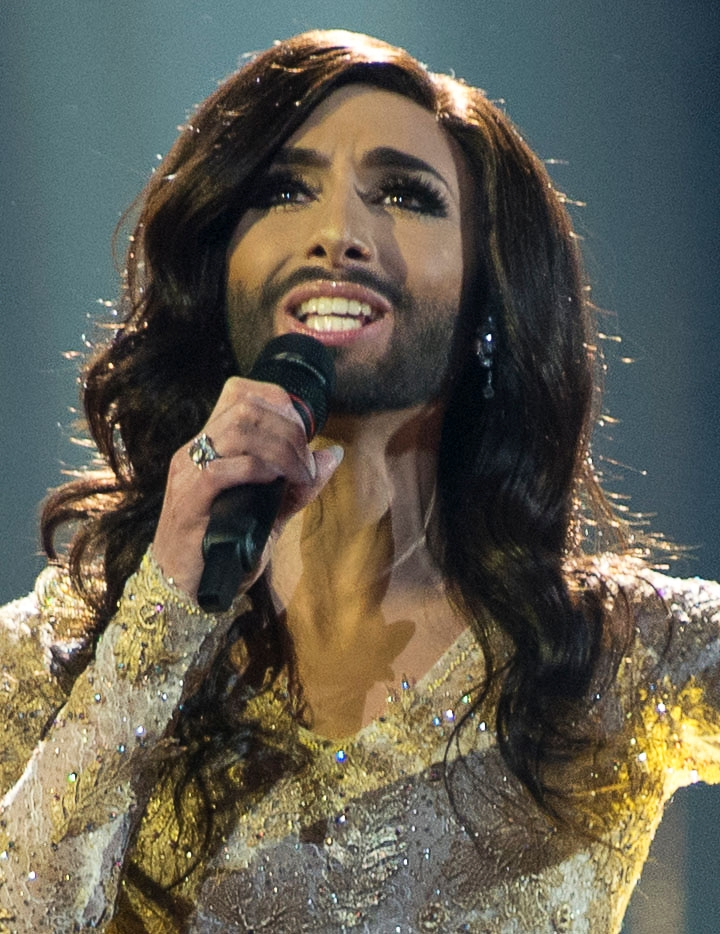
Conchita Wurst, het alter ego van artiest en gender bender Tom Neuwirth
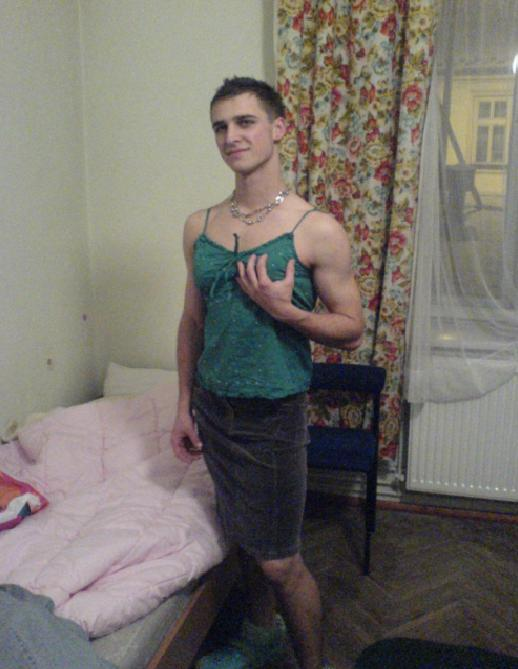
Een jonge crossdresser poseert voor de camera terwijl hij zijn borst aanraakt
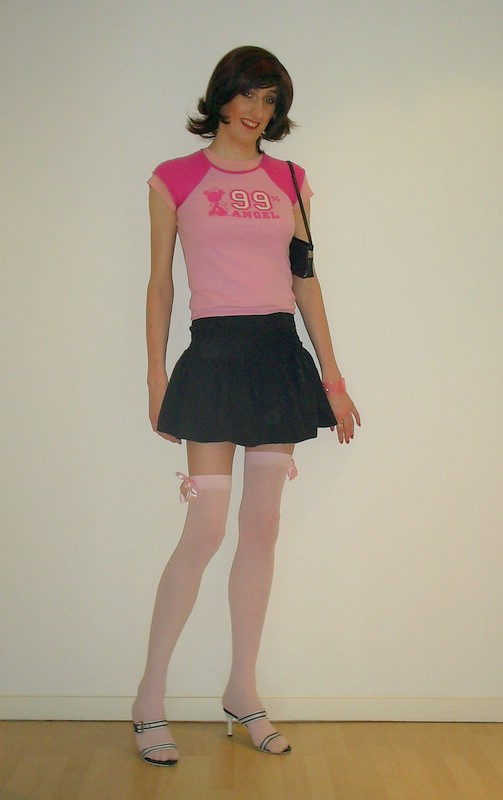
Een crossdresser gaat gekleed als Jessica op stap in het nachtleven
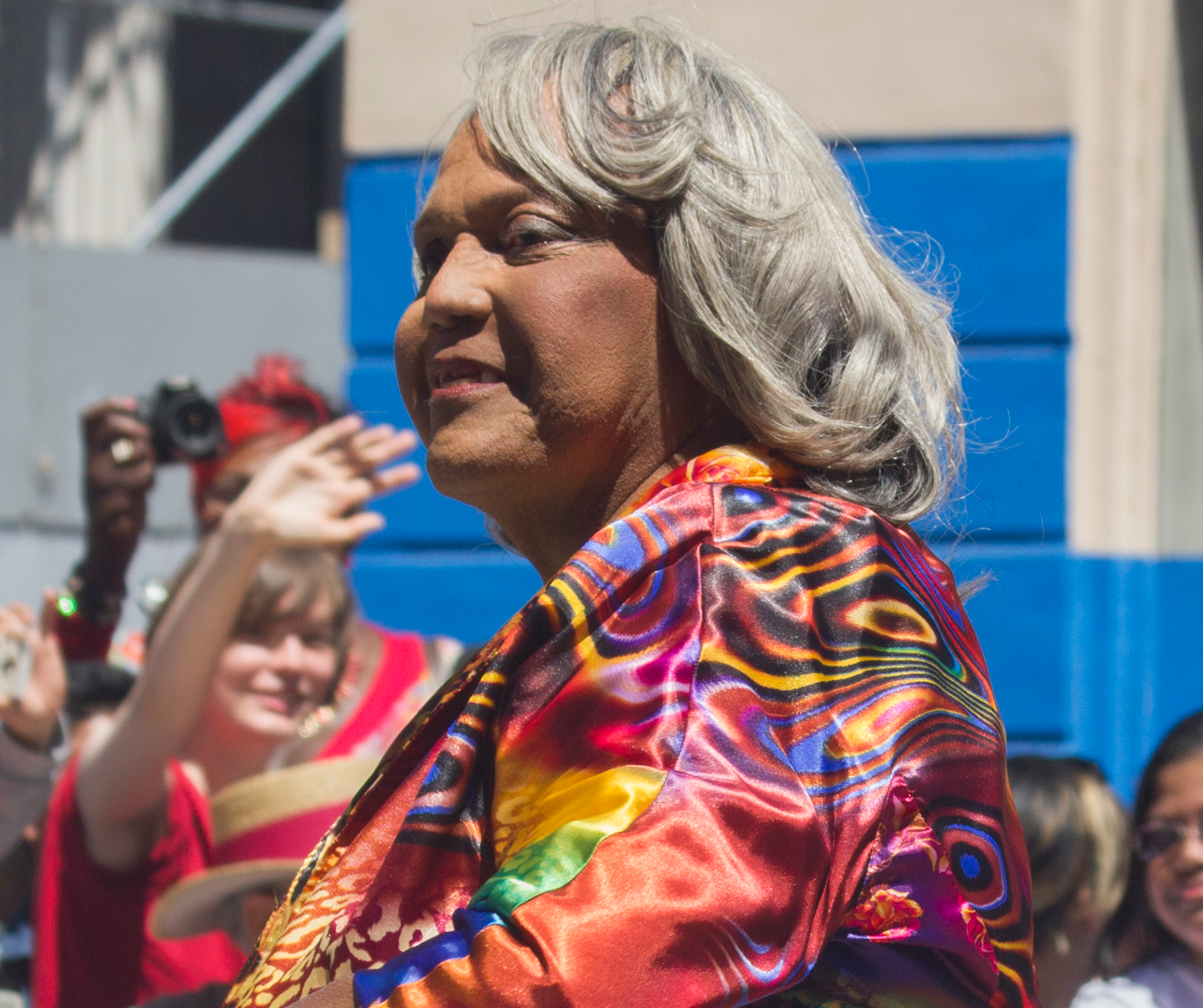
Miss Major Griffin-Gracy op de gay pride parade van San Francisco in 2014
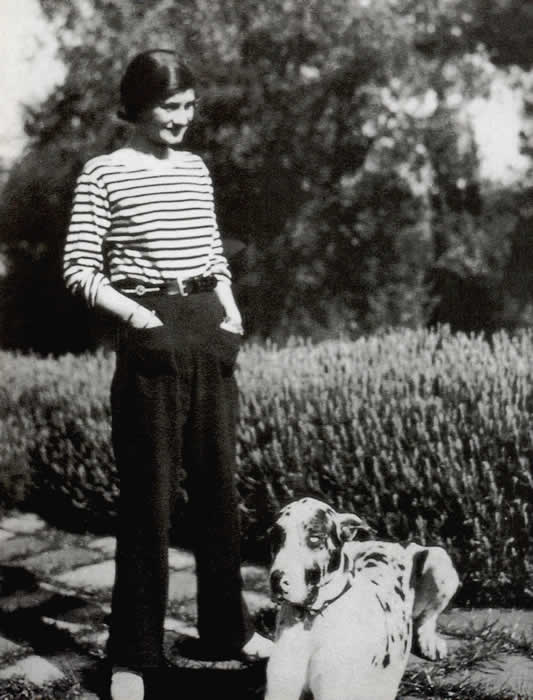
Modeontwerpster Coco Chanel met een broek en marinière, toen mannenkledij

## Crossdressing door de tijd heen

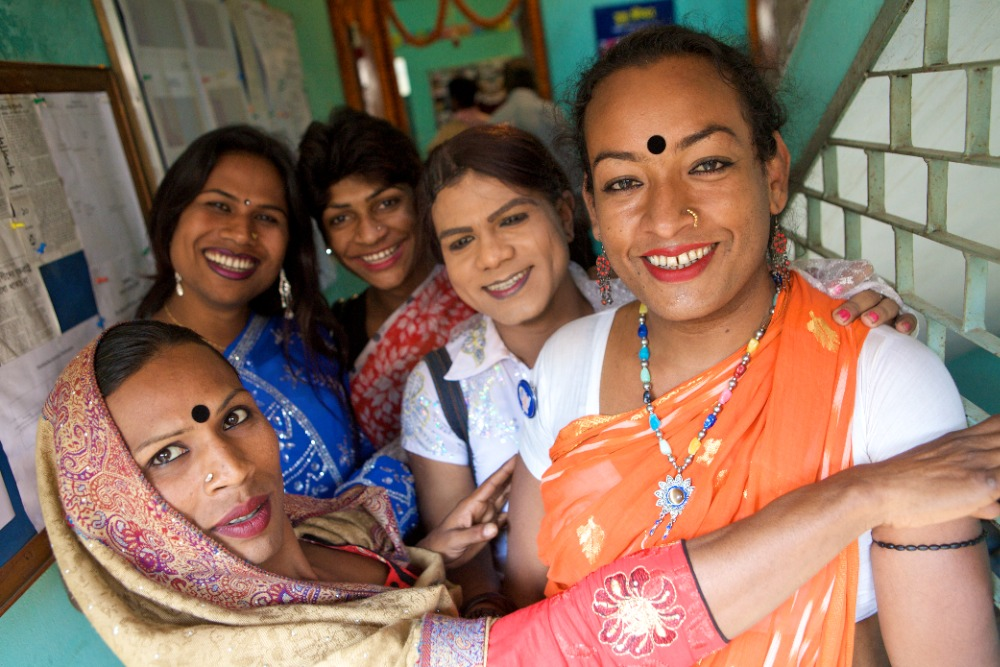
Een groep hijra in Bangladesh. Hijra zien zich als een derde gender eerder dan crossdressers

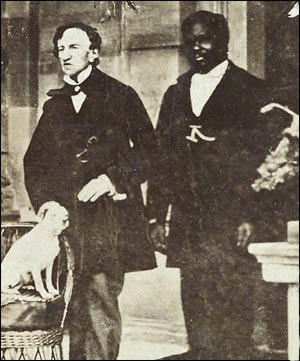
Legerarts James Barry (links) was als vrouw geboren, maar ging als man door het leven

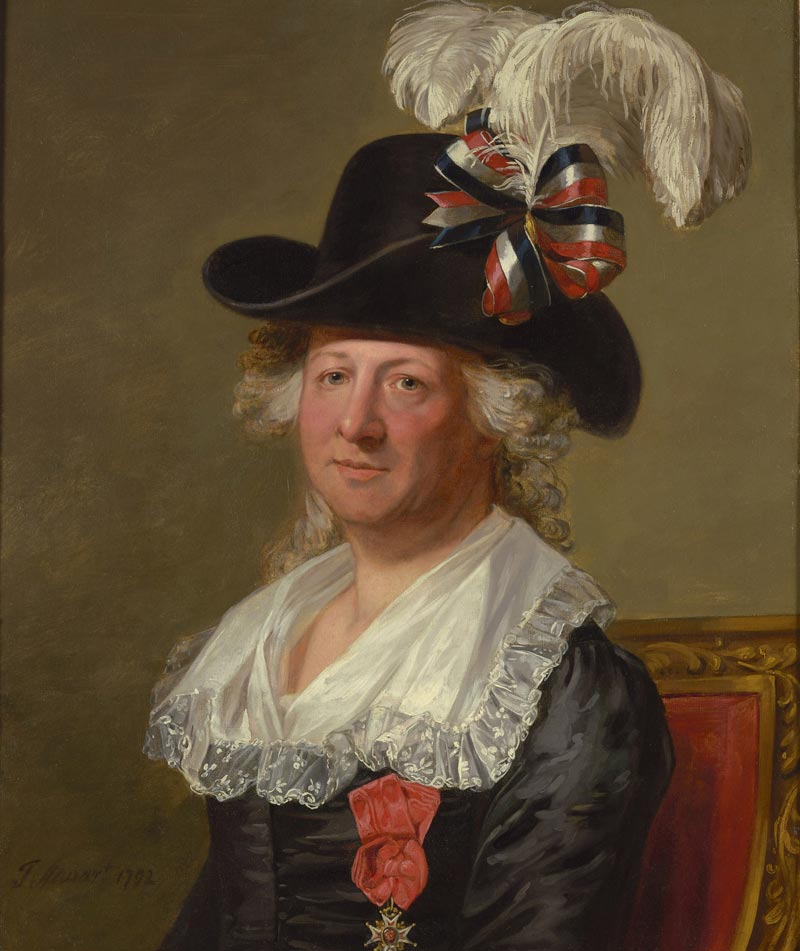
Chevalier d'Eon had een androgyn uiterlijk en ging sinds 1777 permanent als vrouw gekleed

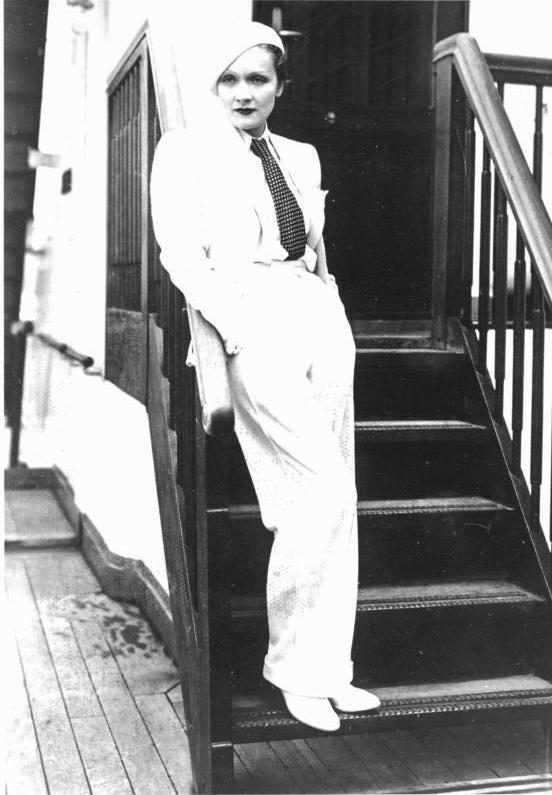
Filmster Marlene Dietrich in een mannelijke outfit bestaande uit pak, broek en stropdas

Seksespecifieke kledingvoorschriften komen in de geschiedenis voor in vrijwel alle culturen. Als die normen overschreden worden, spreken we van crossdressing. Omdat crossdressing steunt op lokale noties van sekse en gender, worden niet-westerse mensen met een derde gender soms onterecht als crossdressers gezien. Voorbeelden zijn de hijra in Zuid-Azië, de metis uit Nepal en de fa'afafine op Samoa. Met de binaire genderopdeling van het westen als de norm lijken deze groepen soms crossdressers, transgenders of homoseksuelen. In hun eigen cultuur worden ze echter gezien als een aparte genderidentiteit die volgens de norm gekleed gaat. Wie (schijnbare) crossdressing interpreteert dient dus rekening te houden met verschillende verwachtingen, zowel tussen culturen als doorheen de tijd.

### Vroegmoderne kledingvoorschriften
In de moderne westerse geschiedenis ging crossdressing aanvankelijk over stand. In de late middeleeuwen en de renaissance verboden wetten tegen de weelde de consumptie van goederen, waaronder kledij, boven iemands plaats in de sociale rangorde. Zulke wetten vonden in Engeland ingang onder de Tudors. Er waren gelijkaardige voorschriften in Frankrijk en in Duitse en Zwitserse stadstaten. Gender was slechts een secundair aspect. Mannen die te veel weelde toonden werden wel verweten verwijfd te zijn. De wetten zelf, die gedetailleerd oplijstten wie wat aan mocht, maakten ook een onderscheid tussen kledij voor mannen en vrouwen.
Ondanks de voorschriften was het niet ongewoon om gekleed te gaan als iemand van het andere geslacht. Zo werden in het renaissance-theater van William Shakespeare alle rollen door mannen gespeeld. Venetiaanse prostituees en courtisanes gingen toen als mannen gekleed. Deze crossdressing hing wel samen met een specifieke rol en vaak ook een plaats aan de rand van de maatschappij.

### De emancipatie van sekse
Sekse kwam meer op de voorgrond wanneer vrouwen toegang zochten tot instituties en rollen die voor mannen waren. Er zijn talloze voorbeelden van vrouwen die zich als man kleedden en gedroegen om toegang te krijgen tot een mannenwereld. Een voorbeeld is het piratenduo Anne Bonny en Mary Read. Op zee gingen zij door voor mannen. Soms ging het om levenslange crossdressers. De 19e-eeuwse legerarts James Miranda Barry bleek na zijn dood een vrouw te zijn. Hetzelfde viel voor bij jazzmuzikant Billy Tipton. Andere voorbeelden zijn minder drastisch. De vrouwen verstopten hun sekse dan niet. Jeanne d'Arc is hier een voorbeeld van. Ook van ontdekkingsreizigster Isabelle Eberhardt en Calamity Jane, die zich staande hield in het Wilde Westen, was geweten dat ze vrouw waren.
Soms wordt aangenomen dat deze vrouwen een mannelijke genderidentiteit hadden. Meestal wijst men echter op economische motieven en een hang naar sociale mobiliteit. Die verklaring negeert complexe genderexpressie en de rol van seksueel plezier, twee motieven die vanaf de 18e eeuw aandacht kregen.

### Het doorzetten van klasse
Seksespecifieke kledingnormen overschrijden was in de moderne tijd vaak een uiting van privilege. Het was een bijzondere praktijk van de elite. Een opvallend voorbeeld is de Franse diplomaat Chevalier d'Eon. Vanaf 1777 ging d'Eon als vrouw gekleed. Mademoiselle d'Eon beweerde (incorrect) bij de geboorte een vrouw geweest te zijn. In de 18e eeuw maakte crossdressing ook deel uit van de vrijetijdsbesteding van de aristocratie. In zogenaamde masques waren piratenkostuums populair voor vrouwen. Uit diezelfde periode stammen de dragshows aan de universiteiten uit de Ivy League en in de molly houses waar (homoseksuele) mannen elkaar ontmoetten.
De link tussen privilege en crossdressing uitte zich onder meer in de beschrijving van klasseverschil aan de hand van butch- en femme-stereotypen: de hogere klasse was geparfumeerd en verwijfd, de werkmens was een noeste krachtpatser. Het is ook zichtbaar in de 19e-eeuwse figuur van de dandy. Gedrag en (kleding)stijl overeenkomstig met de verwachtingen voor een bepaald gender deden dus dienst als indicator van iemands klasse.

### Een "queering" van stijl
In de tweede helft van de 19e eeuw werkten aan gender gerelateerde aspecten van stijl ook als uiting van seksualiteit. Crossdressing werd zo een onderdeel van de homocultuur. Homoseksueel stijlicoon Oscar Wilde vervulde daarin een stichtende rol. In zekere zin ging het om een recuperatie van het dandyisme. Ook de literatuur van Marcel Proust, Virginia Woolf en Djuna Barnes was van belang. Bij de ontwikkeling van een lesbische identiteit gelden de Amerikaanse Natalie Barney en de Engelse schrijfsters Renée Vivien, Vita Sackville-West en Radclyffe Hall als rolmodellen.
In het Parijs en Berlijn van de jaren 20 maakten travestieartiesten of dragqueens deel uit van homo-uitgaansgelegenheden. Het Eldorado aan de Motzstraße had zelfs internationale bekendheid. Klasse verdween niet uit dit plaatje. Het ging voornamelijk om mensen uit de culturele en sociale elites. Klassevolle mannenkledij, zoals het kostuumvest en de tophoed, was in de jaren 30 ook een handelsmerk voor vrouwelijke filmiconen van de homogemeenschap. Voorbeelden zijn de biseksuele Marlene Dietrich in Morocco (1930) en Sandra Shaw in de openingsscène van Blood Money (1933).

### Opkomst van een crossover-stijl
In de 20e eeuw vonden er tal van verschuivingen in crossdressing plaats. Opvallend is de recuperatie van homoseksuele stijlen in populaire cultuur en confectiekleding. Het spelen met kledingnormen, aanvankelijk bedoeld als uiting van een geaardheid, verloor daarbij ook het karakter van een transgressie. De lesbische stijl van de jaren 20 en 30 kwam in de mode bij vrouwen, ongeacht hun geaardheid. Vrouwen uit de entertainmentindustrie van de jaren 60 tot 80 hadden eenzelfde effect. Modemagazines pikten de korte haarsnit en herenmode op van onder meer Annie Lennox, k.d. lang en Madonna. Ook de economische emancipatie van vrouwen stimuleerde de opkomst van een crossover-stijl: Vrouwen uit de zakenwereld gingen zich zakelijk kleden. Inmiddels is de broek een mainstream kledingstuk voor vrouwen. Kleurrijke outfits en cosmetica zijn niet meer ongewoon voor mannen.
Sinds de aandacht voor gender als een sociaal construct en de opkomst van geslachtsoperaties is de associatie met sekse verzwakt, ten voordele van gender. Deze trend zet zich in de 21e eeuw door onder invloed van de toenemende zichtbaarheid van transseksuelen en transgenderisme.

## Crossdressing, sekse en gender
Crossdressing steunt op dezelfde normen en kleding die gender zichtbaar maken. Door met de categorieën van man en vrouw te spelen, toont crossdressing gender als een sociaal construct. Het kan zijn dat de crossdresser het eigen gender wil opbouwen, tegen een biologische identiteit in. Er is dan sprake van een wens om (tijdelijk) voor een lid van de andere sekse door te gaan. In andere gevallen wil de crossdresser gendernormen bekritiseren. Dit gebeurt dan door te tonen hoe verschil gemaakt wordt. Crossdressing toont gender echter altijd met uiterlijke ingrepen zoals kapsels, kledij en prothesen. Verschillende feministen en gendertheoretici argumenteerden in de jaren negentig dat ook 'echte' vrouwen zo artificieel tot stand komen.
De relatie tussen crossdressing enerzijds en gender en sekse anderzijds draait altijd rond de rol van theater (doen alsof) in wat echt is. Het idee dat men maar een rol speelt, kan crossdressers die hun gender beleven beledigen. Ook dient crossdressing niet per se voor de uitdrukking van een gender-essentie. Sommigen uit de ruimere groep van transgenders doen aan genderbending. Ze spelen met uiterlijke tekens en parodiëren natuurlijk gender. Voor hen is er geen onderscheid tussen objectief gender en genderbeleving.

### Crossdressing bij vrouwen

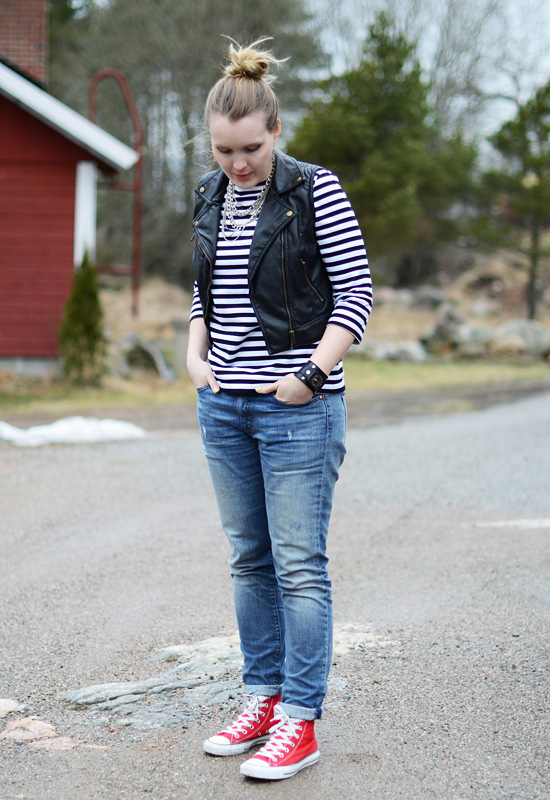
Wanneer vrouwen (van oorsprong) mannelijke kleren uit jeans of leer aantrekken, doet dit meestal niet fetisjistisch aan, en wordt het zelfs niet erkend als crossdressing

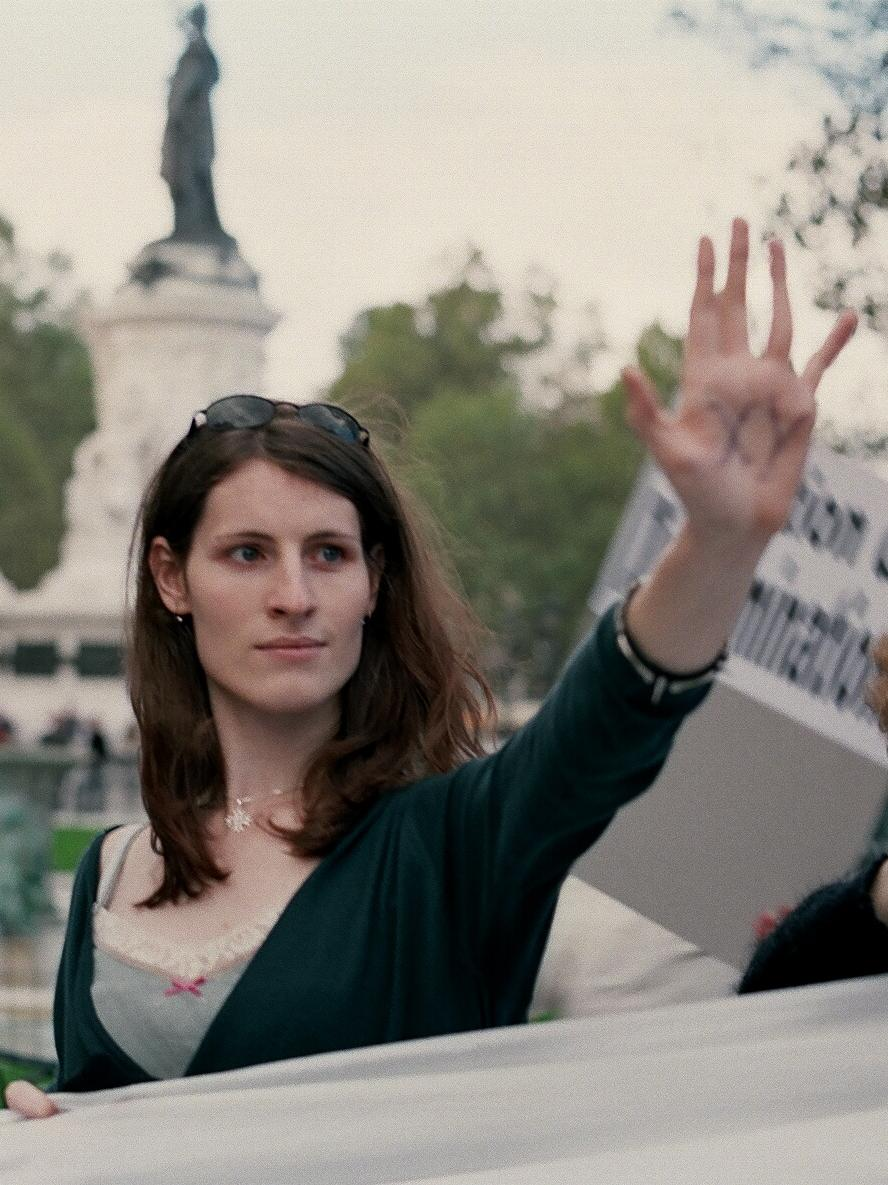
Een transseksueel met op de hand de letters XY, haar geslachtschromosomen

In verschillende aspecten van crossdressing ondervinden mannen een voordeel. Cultureel, klinisch en in de gemeenschap zelf hebben ze een grotere zichtbaarheid. Crossdressing werd geregeld beschreven met (exclusieve) aandacht voor de man. Het anders baanbrekende werk van psychoanalist Otto Fenichel en seksuoloog Henry Havelock Ellis is hier berucht om. Indien er aandacht voor vrouwelijke crossdressers was, verengde die vaak hun motieven tot een transseksuele identiteit. Sinds de homo-emancipatie in de jaren tachtig en de derde feministische golf in de jaren negentig kwamen lesbiennes en vrouwen meer in beeld. Inmiddels wordt het cultureel en seksueel plezier van crossdressing bij vrouwen erkend.
Ondanks de meer gelijkwaardige aandacht valt de asymmetrie tussen mannen en vrouwen nog steeds op. Vrouwen die aan crossdressing doen zijn cultureel minder zichtbaar. De meeste recreatieve travestieshows bestaan uit mannen. Ook een meerderheid van films waarin crossdressing centraal staat, zoals Some Like It Hot (1959) en Tootsie (1982), hebben mannen, gekleed en opgemaakt als vrouwen, als hun protagonist. Dit maakt dat vrouwen minder toegang hebben tot rolmodellen. Er zijn minder handleidingen en (steun)groepen voor vrouwen. De ongelijkheid is bovendien zichtbaar bij erotische crossdressing. Mannen beschikken over kledij die bij een breder (niet-crossdressend) publiek een fetisjistisch of erotiserend karakter heeft: korsetten, panty's, lippenstift, enz. Bij fetisjobjecten voor vrouwen, zoals de spijkerbroek, is dit minder uitgesproken.
Vrouwen ondervinden een gelijkaardige bias in homoseksuele erotiek en de transseksuele gemeenschap. Lesbiennes hebben moeite om erotische opvoeringen, zoals een lesbische stripshow, een specifiek homoseksueel karakter mee te geven. Hun erotiek staat relatief open voor heteroseksuele mannen. De meeste genderklinieken werden opgericht voor man-naar-vrouw transities. Ook is het klinisch discours positiever over penectomie, vaginoplastiek en borstimplantaten dan over hysterectomie en falloplastiek.
Ook noties van mannelijkheid en gender zelf hinderen de crossdressers. Dit is vooral zo voor vrouwen die een mannelijke identiteitsbeleving nastreven. Het stereotype van de sterke, onafhankelijke man remt vereniging af. Verder verzetten man-naar-vrouw crossdressers zich soms tegen een herwaardering van mannelijkheid. Dit is zichtbaar in hun retoriek van zusterschap en vrouwenclubs. Verschillende auteurs wijzen in deze context ook op de sterkere veroordeling van vrouwelijke seksualiteit en op de relatieve vrijheid van vrouwen om trekken van de andere sekse te vertonen. Enerzijds bemoeilijkt dit een openlijk fetisjisme. Anderzijds is het makkelijker om onopvallend aan crossdressing te doen, met bijvoorbeeld een broek en korte haarsnit.

### Crossdressing en transseksualiteit
Transseksuelen doen aan crossdressing als deel van hun therapeutische transitie naar een leven als lid van de andere sekse. Zij voelen dat hun gender en sekse niet overeenstemmen (genderdysforie). Daarom kiezen ze voor crossdressing in afwachting van een geslachtsoperatie. Genderklinieken verplichten vaak een periode van permanente crossdressing (de real-life test) alvorens die ingreep uit te voeren. Hierin ligt een verschil met de niet-transseksuele crossdresser. Die laatste heeft geen interesse in een chirurgische aanpassing van het lichaam. Bij transseksuelen dient crossdressing als expressie van hun (echt) gender of hun (subjectieve) genderidentiteit. Indien men een geslachtsoperatie aanvaardt als een verandering van sekse-identiteit vervalt de toepasbaarheid van de term crossdressing na de operatie.
Een geslachtsoperatie is, in de meest letterlijke zin, de constructie van iemands genderidentiteit. De transseksueel wordt een man of vrouw gemaakt. Sekse en gender zijn daarbij de uitkomst van artificiële ingrepen op het lichaam. De transseksueel kan daarom gezien worden als een 20e-eeuwse manifestatie van crossdressing. Auteurs die kritisch zijn voor de derde feministische golf verwerpen die inwisselbaarheid van 'veranderen van lichaam' (sekse) en 'veranderen van identiteit' (gender). Zij benadrukken het verschil tussen sociale en chirurgische constructie. Hun conclusie is dat de medische ingrepen op het lichaam artificiële mannen en vrouwen oplevert.
Transseksuelen zien zichzelf als authentiek en verwerpen daarom (delen van) beide verklaringen. De term transseksueel slaat zowel op mensen die op hun laatste operatie wachten als op zij die deze achter de rug hebben. De identificatie met de andere sekse vindt ook plaats voor de eerste ingreep. De transseksueel en zijn/haar transformatie is dus meer dan een medisch product.

## Relatie met seksualiteit

### Crossdressing en seksuele voorkeur

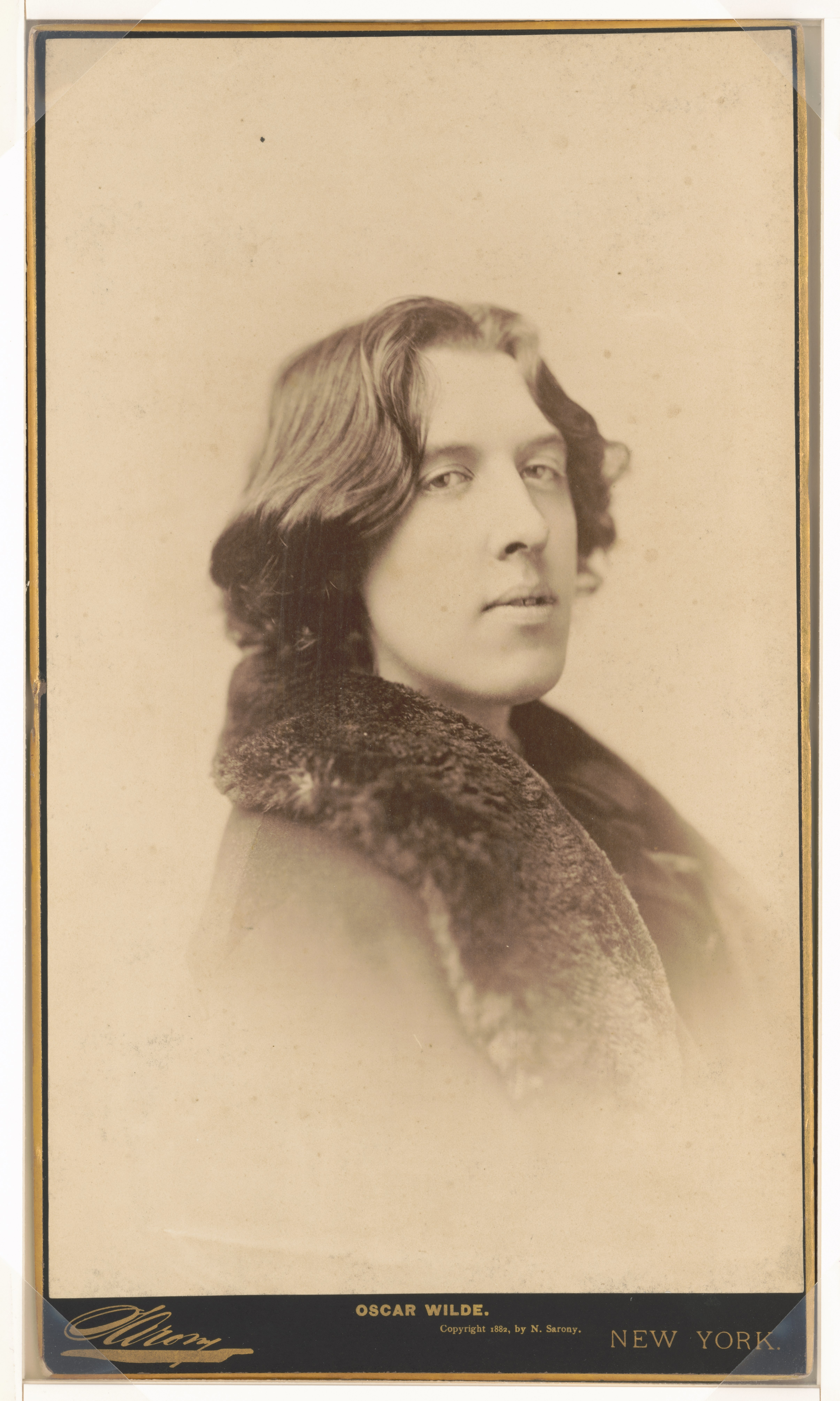
Oscar Wilde drukte zich met een vrouwelijke stijl trots uit als homoseksuele dandy

Iemand kan aan crossdressing doen zonder dat er een link is met seksualiteit. Toch treedt er geregeld verwarring op. Zo wordt crossdressing vlug gezien als een uitdrukking van iemands geaardheid. In mainstream cultuur worden crossdressing en homoseksualiteit ook gebruikt om elkaar aan te duiden: Fictieve homo's en lesbiennes hebben vaak stereotype trekken van het andere geslacht. Crossdressers worden dan weer regelmatig voorgesteld in een homo-erotische context. Dit ondanks een sterke klinische, psychologische en medische opdeling tussen crossdressing en homoseksualiteit. Een belangrijke bron voor de verwarring is het verschil tussen genderconstructie en seksuele aantrekking. Een man kan aan crossdressing doen om een vrouwelijke kant van zijn persoonlijkheid te uiten (gender). Dit betekent echter niet per se dat hij zich tot mannen aangetrokken voelt (geaardheid). Een meerderheid van tussentijdse (niet-permanente) crossdressers geeft aan heteroseksueel en getrouwd te zijn.
Bij wie dagelijks door het leven gaat als lid van de andere sekse, ligt dit anders. Vooral transseksuelen, voor wie crossdressing deel is van hun therapeutische transitie, identificeren zichzelf vaker als homoseksueel. In de context van transseksualiteit en transgenderisme staan de klassieke definities van homo- en heteroseksualiteit echter onder druk. Bovendien maakt klinisch discours een strikte opdeling tussen transseksualiteit en crossdressing. Binnen de twee gemeenschappen zet men toch soms in op een overlap. Vooral wanneer het om politieke profilering gaat. Zo verenigen activisten uit beide groepen zich rond praktische kwesties zoals hun 'recht om te shoppen'.
Een bijkomend element is dat sommige homoseksuelen ook gebruik maken van crossdressing. Oscar Wilde, Quentin Crisp en Stephen Tennant maten zichzelf een vrouwelijke stijl aan. Dit was een claim op verschil (met heteroseksuele mannen) en een statement van culturele zichtbaarheid. In het Parijs van de jaren twintig deden lesbiennes zoals Radclyffe Hall en Romaine Brooks hetzelfde. Naast een korte haarsnit waren de smoking, tophoed, monocle en sigaar of sigaret deel van hun outfit, die ze van de mannelijke dandy leenden. Zulke crossdressing evolueert soms naar een uniseks stijl, zoals kort haar voor vrouwen nadien gangbaar werd. De homoseksuele symbolen gaan dan op in de heteroseksuele cultuur en verliezen hun status als crossdressing. De homoseksuele gemeenschap zelf is verdeeld over het nut van een eigen (normoverschrijdende) stijl.
Crossdressing valt niet in alle gevallen te scheiden van vragen rond seksuele voorkeur, of die nu hetero-, homo- of biseksueel is. Toch is er geen algemeen geldende verhouding van het een tot het ander. Crossdressing kan geheel los staan van seksualiteit, zoals bij louter recreatieve crossdressing.

### Crossdressing als seksuele fetisj
Iemand kan met crossdressing seksuele opwinding of ander genot opzoeken. In dat geval is er sprake van seksueel fetisjisme. De ervaring van plezier kan uitgaan van de kennis een grens te overschrijden. Het kan ook voortkomen uit de nabijheid van kledij met een erotische connotatie. Typische objecten voor dit fetisjisme zijn korsetten, jurken en panty's voor mannen, en spijkerbroeken en snorren bij vrouwen. Ook materialen als kant, latex, leer, jeans en metalen dragen vaak een dergelijke connotatie.
Hoewel de gendernorm wordt overschreden, drukt het fetisjisme niet noodzakelijk een wens uit om deel te zijn van de andere sekse. De opwinding van de crossdresser kan steunen op de opdeling tussen twee genders. Zo benadrukt de psychoanalyse het belang voor mannelijke crossdressers om zich man te voelen in vrouwenkledij. De bevestiging van mannelijke potentie en het hebben van een penis, ondanks de uiterlijke vrouwelijkheid, zou geruststellen. De aandacht voor het mannelijk geslacht in fetisjisme maakt dat vrouwelijke crossdressing minder in beeld komt. Tot in de jaren tachtig werd het bestaan van fetisjistische crossdressing bij vrouwen regelmatig ontkent. Vele dokters, psychologen en seksuologen ontkenden het geheel of deden het af als een wens van de vrouw om een man te zijn. Toch zijn er ook vrouwen die louter om seksuele opwinding aan crossdressing doen.
Sommigen, zoals activist(e) JoAnn Roberts, beweren dat alle crossdressing een erotisch aspect heeft. Dat het louter om een hobby zou gaan, is dan een excuus naar de buitenwereld of een psychologisch afweermechanisme. Recreatieve crossdressers ontkennen dit. Ook mensen die aan crossdressing doen om hun gender uit te drukken, nuanceren het belang van seksualiteit en opwinding.

## Kritiek

### Religieuze en morele kritiek
Crossdressing is geregeld in strijd met sociale en morele verwachtingen. Het verstoort gevoelens van traditie, continuïteit en natuurlijkheid. Het vervagen of wegvallen van de grenzen tussen de genders zet ook de identiteit van mensen met een meer traditionele genderbeleving onder druk. Crossdressing botst daarom op verontwaardiging, veroordeling en in sommige gevallen morele paniek. In morele kritiek op crossdressing verwijst men naar het belang van de grens tussen man en vrouw. Daarbij doet men een beroep op culturele arbiters met een grote autoriteit, zoals wetenschap of religie.
In het Bijbelse boek Deuteronomium, in het Oude Testament, staat een travestieverbod: "Het kleed eens mans zal niet zijn aan een vrouw, en een man zal geen vrouwenkleed aantrekken; want al wie zulks doet, is den HEERE, uw God, een gruwel". Omdat het verbod uit de Pentateuch komt, is het ook onderdeel van joodse religieuze voorschriften. De gruwel die vermeld wordt, duidt in het Hebreeuws op een onreinheid van de crossdresser. De onreinheid volgt uit zich anders voordoen dan men is. In enge zin gaat het om een voorschrift voor zuivere rituelen. Deze passage wordt vaak aangegrepen om crossdressing als een ethische dwaling te veroordelen. In het Nieuwe Testament, in zijn eerste brief aan de Korinthiërs veroordeelt de apostel Paulus het kort dragen van de haren door vrouwen en het bedekken van het hoofd door mannen.
In de Sahih al-Bukhari, een van de grote verzamelingen van hadith (mondelinge overleveringen) in de soennitische islam, vinden we een gelijkaardig verbod: "De Profeet vervloekt vrouwelijke mannen, die mannen die in evenbeeld zijn (de gewoonten van vrouwen aannemen) en die vrouwen die de gewoonten van mannen aannemen, en hij zei: 'Stuur ze weg uit je huizen' ". Ook hadith in de Sunan abu-Dawud vermelden "mannen die op vrouwen lijken" (Arabisch: mukhannathun). De Profeet verbiedt daarin het doden van een man die vrouwenkledij aan doet. Hij verplicht de crossdresser wel binnen de grenzen van Mekka en Medina te blijven. In de Koran staat geen uitspraak over crossdressing. Verschillende feministische en lgbt-moslims pleiten daarom voor een inclusieve Islam en een sharia (religieuze voorschriften) die geen gebruik maakt van deze (conservatieve) hadith.
Of alle vormen van crossdressing onder een religieus verbod vallen, is een theologisch debat. Men kan argumenteren dat bij transgenders het kleed niet 'aan een man/vrouw' is omdat genderidentiteit niet tot anatomie te herleiden valt. Een andere tegenwerping is dat kledingvoorschriften niet stabiel zijn. Verschuivingen in stijl bemoeilijken een strikte en algemene toepassing van ieder verbod.

### Feministische kritiek

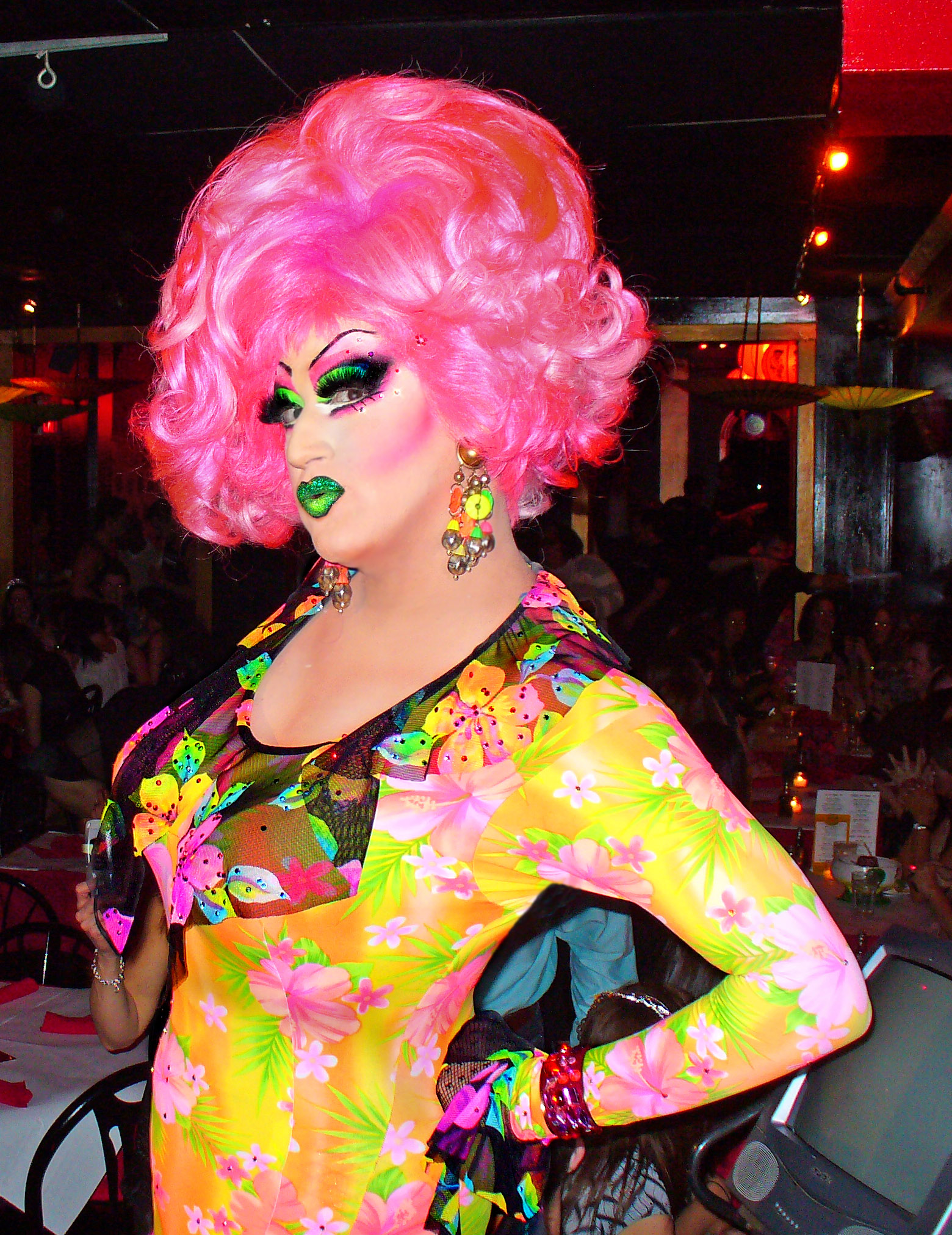
De overdreven vrouwelijkheid van dragqueen Miss Understood, die feministen bekritiseren

Vrouwen en feministen nemen soms aanstoot aan crossdressing. De middelen waar man-naar-vrouw crossdressing op steunt, zoals opblaasborsten, pruiken en make-up, worden ervaren als reductief en weinig substantieel. Het resultaat is geen vrouw, maar "een mans idee van een vrouw". Eerder dan (tijdelijk) een vrouw te worden, vertegenwoordigt de crossdresser dan het mannelijk subject in drag. Hij bevestigt een overdreven en geseksualiseerd vrouwbeeld. Crossdressing zet zich volgens die visie onvoldoende af van de idealen van de patriarchale samenleving. Ook verdedigen sommigen dat iemand geen vrouw kan zijn zonder dat men als vrouw gesocialiseerd is. Verder wijzen feministen op de voordelen die mannen in de crossdressing-scene ondervinden, zoals hun relatieve zichtbaarheid.
De feministische beweging heeft gelijkaardige kritiek op man-naar-vrouw transseksuelen. De bevestiging van mannelijkheid sluit ook aan bij psychoanalytische verklaringen. Alfred Adler noemde de weerstand van mannelijkheid tegen crossdressing 'mannelijk protest'. Toch is de belichaming van mannelijkheid in crossdressing een paradox. De crossdressing volgt immers uit een ervaren benauwdheid in het eigen mannelijk gender. Indien de man geheel tevreden is, is er geen nood aan de vrouw, hoe sterk die vrouw ook uit een misogyn discours put.
Stemmen uit de derde feministische golf en de queer theory zijn milder voor crossdressing. De eerdere feministische kritiek, zo stellen zij, neemt te snel aan dat mannelijke identiteit samenvalt met biologisch man zijn. Die overmatige aandacht voor het hebben van een penis wordt gedeeld door de feministische critici en patriarchale noties van man-zijn. Feministe Judith Butler zegt dat ze crossdressing niet kwalijk neemt dat het geen kritiek levert op genderrollen. Dit is, zo zegt ze, omdat crossdressing een kritiek is van gender zelf als zinvolle categorie. Niet iedere feministe is echter gewonnen voor een dergelijke losse omgang met gender. Velen benadrukken het belang van blijvende kritiek op de genderrol.

### Kritiek uit de homobeweging
De crossdressing gemeenschap ziet zichzelf als miskende minderheid, verschillend van homoseksuelen en lesbiennes en minder correct getoond in publiek discours. Verschillende homoactivisten hebben echter kritiek op de crossdressing scene. Bepaalde groepen die aan crossdressing doen, zouden hen discrimineren. Zo bestaan er clubs met een exclusief lidmaatschap voor heteroseksuelen, zoals het Amerikaanse Tri-Ess.  Ook hebben sommigen hun reservaties bij de claim dat de meeste crossdressers heteroseksueel zijn. Net als de feministische kritiek, lopen deze verwijten parallel met die aan het adres van transseksuelen.
Clubs die homoseksuelen weigeren, verdedigen hun houding. Zij zeggen een veilige omgeving te willen creëren. Ook zou open lidmaatschap de echtgenotes van heteroseksuele mannen (nodeloos) ongerust maken. Die karakterisering van homoseksuelen als een gevaar grijpen activisten aan om van homofobie te spreken. Het gesloten lidmaatschap impliceert wel te beschermen tegen seksueel agressieve homo's of de overdracht van homoseksuele verlangens. Of dit ook onder strafbare homofobie valt, is een juridische vraag. Dat de echtgenotes van heteroseksuele crossdressers ongerust zouden zijn, doen tegenstanders van gesloten lidmaatschap af als misogynie en machismo.
Homoseksuelen gebruiken crossdressing ook wel om hun seksuele geaardheid uit te drukken. Binnen de gemeenschap is men over die praktijk verdeeld. Sommigen vinden de vrouwelijke zijde van mannelijke homoseksuele identiteit een rem op hun emancipatie. Dit leidt soms tot een vooroordeel tegen verwijfde homoseksuele mannen. Hetzelfde geldt voor de butch-identiteit van lesbiennes. Ze worden in hun kritiek op verwijfde mannen en butch-vrouwen gesteund door bepaalde feministen, die dit zien als een recuperatie van traditionele genderrollen.